# Bud Pollard
John  Bud Pollard (1886-1952) est un réalisateur américain, scénariste, producteur et acteur américain.
Il est connu pour des films tels que Happened in Harlem, The Black King, Tall, Tan, and Terrific, Victims of Persecution et The Road to Hollywood. 

## Biographie
John Bud Pollard est né le 12 mai 1886. Il n'a jamais utilisé son prénom "John".
Il n'a pas eu l'occasion de travailler pour des grands studios, mais a pu réaliser des films pour des compagnies éphémères telles que Cosmos Pictures, Unique, Southland, Immperial ou Astor.
Il meurt  d'une crise cardiaque le 16 décembre 1952 à Culver City en Californie.

## Filmographie
- 1930 : Girls for sale
- 1931 : Alice in Wonderland[3]
- 1932 : The Black King
- 1933 : Victims of Persecution
- 1937 : The Dead March
- 1945 : It Happened in Harlem
- 1946 : Beware!
- 1946 : Tall, Tan, and Terrific
- 1947 : The Road to Hollywood
- 1952 : Love Island